# Социальная психиатрия
Социа́льная психиатри́я — раздел психиатрии, целью которого является изучение влияния факторов социальной среды на психическое здоровье. Социальная психиатрия включает в себя не только эмпирическую науку, базирующуюся на социологии, но и терапевтическую практику, целью которой является сохранение психического здоровья и интеграция лиц, страдающих психическими расстройствами, в социум.

## Развёрнутые определения
В формулировке G. Huber (1987) социальная психиатрия представляет собой разнообразные формы и методы лечения и реабилитации лиц с психическими расстройствами (дневные и ночные клиники, клубы пациентов, мастерские, общежития и т. п.). Кроме того, автор включает в это понятие отношение общества к психически больным.
По мнению известного английского ученого A. Лейгтона, предмет социальной психиатрии определяют пять основных положений:
1. Социальная психиатрия ориентируется на общности людей.
2. Она ориентируется на социокультурные процессы в обществе и конструктивно использует их при оказании помощи психически больным.
3. Она ответственна в большей мере перед обществом и его институтами, нежели перед конкретным пациентом.
4. Она привносит клинические знания в стратегически важные структуры социальной системы общества.
5. Она привносит в клиническую психиатрию знания общественных наук о поведении человека.

Швейцарский психиатр Л. Чомпи рассматривает социальную психиатрию как «часть общей психиатрии, которая понимает и лечит пациента в пределах, а также вместе с его социальным окружением».
Один из лидеров немецкой социальной психиатрии К. Дёрнер (1995) сформулировал основные базисные принципы социальной психиатрии:
1. Социальная психиатрия предполагает равенство возможностей всех членов общества, включая и лиц с психическими расстройствами.
2. Психиатрические диагнозы не должны носить стигматизирующего характера.
3. В основе социальной психиатрии должны лежать принципы солидарности с лицами, страдающими психическими расстройствами.
4. Приоритетом деятельности психиатра должна являться профилактика и реабилитация.

Согласно Т. Б. Дмитриевой, Б. С. Положию (1994), задачами психиатрии являются изучение:
1. Связи факторов социальной среды с распространённостью, возникновением, клиническими проявлениями и динамикой психических расстройств.
2. Возможностей социальных воздействий в терапии, реабилитации и профилактике психической патологии.

Одним из основателей советской социальной психиатрии является Дмитрий Евгеньевич Мелехов.

## Социальная психиатрия как терапевтическая практика (общинная психиатрия)
В западных странах практику социальной психиатрии называют общинной психиатрией. В такой практике воплощается идея децентрализации психиатрической помощи, вынесения её за границы стационаров в менее масштабное социальное окружение (в районы — по месту проживания) с необходимым набором полустационарных и амбулаторных звеньев.
Кроме того, общинная психиатрия — это воплощённая в жизнь идея приближения услуг к клиенту (услуг медицинской и психиатрической помощи, реабилитационных, услуг по уходу и др.) с тем, чтобы не изымать клиента из природного социального окружения, а предоставлять услуги по месту жительства — там, где находятся его родственники и близкие ему люди, которые могут оказать поддержку. Специалисты отмечают, что решить задачу лучшего приспособления/адаптации людей с проблемами психического здоровья, повышения уровня их социального функционирования можно лишь в привычном для человека социальном окружении.
Начальную концептуализацию общинной психиатрии предложил G. Caplan в 1961 году. В ней община рассматривалась как причина, порождающая стресс, который, в свою очередь, продуцирует психические нарушения. Потому, с одной стороны, необходимо работать с общиной, чтобы уменьшать влияние стрессовых факторов (первичная профилактика), а с другой стороны, община должна нести бремя лечения и ухода людей с расстройствами, поскольку она несёт ответственность за возникновение этих расстройств.
Таким образом, общинная психиатрия представляет собой новую организацию медицинской и реабилитационной помощи людям, страдающим психическими расстройствами, с акцентом на поддержке социального функционирования вместо длительного пребывания в психиатрической больнице (изолированно от социального окружения). Помимо фармакотерапии, широко используются и другие методы вмешательства: психотерапия (индивидуальная, семейная, групповая), психосоциальная реабилитация (social skills trainings), профессиональная реабилитация (vocational rehabilitation).
Сначала человеку может предлагаться участие в программах, которые представляют собой модель гибкого психиатрического обслуживания вне больницы, основанную на оценивании потребностей и предусматривающую предоставление услуг по лечению, уходу на дому или в службах общинной психиатрии (расположенных в районе по месту жительства). Такие программы увеличивают доступ к услугам охраны психического здоровья и улучшают результаты терапии. Если прохождение подобных программ не улучшает состояния человека с психическим расстройством, предлагаются амбулаторные клинические услуги (оutpatient clinical services), дневной стационар (day treatment), и лишь когда все эти формы помощи не приносят улучшения — предлагается госпитализация.